# Jan Pahor
Jan Pahor (n. 10 iunie 1986, Koper, Iugoslavia) este un fotbalist sloven care evoluează în prezent la Ankaran Hrvatini. De-a lungul carierei a mai evoluat la FC Koper, Nea Salamina Famagusta dar și la Farul Constanța.